# رجال في العاصفة (فلم)
رجال في العاصفة هو فيلم مصري عرض عام 1960، بطولة هند رستم ورشدي أباظة ومحمود المليجي، ومن إخراج حسام الدين مصطفى.

## قصة الفيلم
رضوان يعمل في مخزن محاجر القطارات بالسكك الحديدية في السويس، أرمل منذ 20 عامًا ويحب الوحدة، يهاجمه اللص سليم ذات يوم لكنه لا يجد لديه شيء يسرقه، تلتقي به عزيزة عشيقة سليم في الجبل وترمي شباكها عليه، تخفي حافظة نقودها معه خشية من سليم وتذهب لقضاء الليل في داره، تكتشف أن هناك 5 ألاف جنيه في صندوق توفير.

## طاقم التمثيل
- هند رستم: (عزيزة)
- رشدي أباظة: (أحمد)
- محمود المليجي: (سليم)
- حسين رياض: (رضوان)
- سناء مظهر: (هدى)
- نعمت مختار: (الراقصة)

## فريق العمل
- إخراج: حسام الدين مصطفى
- تأليف: محمد عثمان
- مدير التصوير: كليليو
- مونتاج: محمد عباس
- إنتاج: أفلام الاتحاد (عباس حلمي)
- توزيع: أفلام الشرق